# Venceslao Clarís Vilaregut
Venceslao Clarís Vilaregut C.M.F. (Olost, 3 gennaio 1907 – Barbastro, 12 agosto 1936) è stato un religioso spagnolo, martirizzato a Barbastro durante la Guerra civile spagnola e venerato come beato dalla Chiesa cattolica.

## Biografia
Nacque ad Olost, in provincia di Barcellona nella regione spagnola della Catalogna, in una famiglia di agricoltori benestanti dove si era soliti vivere un sereno clima di fede cristiana, che si manifestava quotidianamente e in maniera naturale con la preghiera del rosario. A otto anni ricevette la prima comunione e studiò presso un collegio parrocchiale
A 15 anni entrò nel seminario diocesano di Vic, ottenendo ottimi risultati scolastici, nonostante il fatto di essere afflitto da una forma piuttosto grave di balbuzie. In quel periodo si offerse di prendersi cura del padre anziano di uno degli sacerdoti insegnanti, aiutandolo a mangiare, rifacendogli il letto e passeggiando con lui nei corridoi. Tornò a casa nell'estate del 1926 e trascorse un mese aiutando la famiglia nella mietitura. Dopo poco chiese di entrare nel seminario clarettiano di Vic.
Emise i voti il 15 di agosto del 1927 e due giorni dopo si trasferì a Solsona, nel 1928 iniziò il corso di teologia a Cervera. Durante il secondo anno chiese di sospendere gli studi a causa di un problema di salute e probabilmente di prove interiori. Venne trasferito alla sezione di postulandato come coadiutore e poco dopo venne trasferito al collegio esterno di Barcellona
Venceslao si trovava nel seminario di Barbastro quando scoppiò la guerra civile. Venne arrestato il 20 luglio del 1936 e recluso nel salone dei padri Scolopi. Venne fucilato la mattina del 12 agosto sul ciglio di una strada fuori città. Insieme a cinque compagni, fece parte del secondo gruppo di clarettiani di Barbastro che subirono il martirio. I loro corpi sono stati gettati in una fossa comune.

Dopo la guerra i resti dei martiri furono riesumati e si possono venerare oggi nella cripta della casa museo a Barbastro. Nel 2013 è uscito un film sulla vicenda intitolato "Un Dios prohibido" per la regia di Pablo Moreno.

## Il culto
La beatificazione avvenne a Roma, ad opera di Giovanni Paolo II, il 25 ottobre 1992. La Chiesa cattolica lo ricorda il 12 agosto.